# Katie Cassidy
Katherine Evelyn Anita Cassidy (Los Ángeles, California; 25 de noviembre de 1986), más conocida como Katie Cassidy o Katie Cassidy Rodgers después de su casamiento, es una actriz de cine y televisión estadounidense. Ha participado en múltiples series de televisión. Destacan sus papeles en las series de la cadena de televisión estadounidense The CW Supernatural, Gossip Girl y Melrose Place, y la serie de CBS Harper's Island. También cuenta con un extenso repertorio de trabajos cinematográficos, especialmente en películas de terror como When a Stranger Calls, A Nightmare on Elm Street, Taken y Black Christmas. Entre sus trabajos más recientes incluyen la comedia romántica Monte Carlo, la película de terror Wolves at the Door y la serie de The CW Arrow.

## Primeros años y familia
Cassidy nació en Los Ángeles, California, hija del actor David Cassidy y la modelo Sherry Williams, que se conocieron y salieron a principios de 1970. Sherry y David se separaron pero siguieron siendo amigos cercanos. Los abuelos paternos de Cassidy fueron los actores Jack Cassidy y Evelyn Ward. Creció en Calabasas, California con su madre y su padrastro, Richard Benedon, un médico de ER. Tiene dos hermanas mayores, Jenna y Jamie. También tiene un hermanastro llamado Beau Cassidy. De niña, Cassidy hacía gimnasia, compitiendo y finalmente se convirtió en cheerleader para California Flyers, un equipo competitivo. Estuvo como animadora en su primer año para la secundaria Calabasas donde asistió en la secundaria y se graduó con honores en 2005.

## Carrera

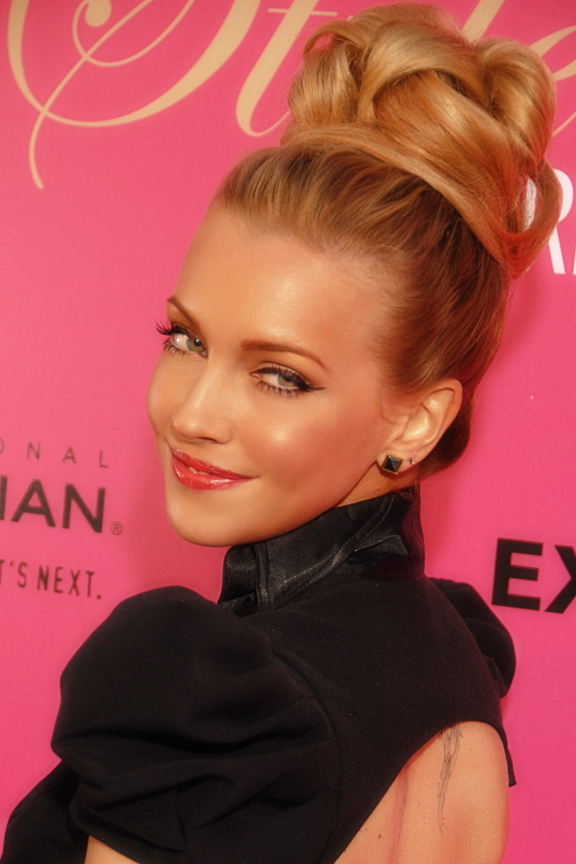
Katie Cassidy, en 2009.

Mientras estaba en la escuela primaria, se interesó en el mundo del espectáculo y participó en varias producciones de teatro de la comunidad a los siete años de edad, y en su adolescencia estudió con un profesor de interpretación. Ha trabajado como modelo, que culminó en una campaña publicitaria para Abercrombie and Fitch en 2004. Su madre no le permitió actuar profesionalmente hasta completar su educación secundaria con cursos de preparación para la universidad.
En 2006, interpretó papeles secundarios en películas como When a Stranger Calls y Click. Click fue número uno en la taquilla con $40 millones., además de protagonizar la versión de la película de Dimension Films de 1974, Black Christmas. La película fue lanzada a finales de diciembre de 2006 y recaudó cerca de 21 millones de dólares.
En 2007 apareció varias películas como Walk the Talk, You Are Here (luego nombrado Spin)y Live!. También tenía un papel secundario en la película Revenge of the Nerds, junto con Adam Brody y Jenna Dewan., aunque la producción se detuvo y la película fue finalmente cancelada. En 2008, apareció en la película Taken y en varios episodios de la exitosa serie Supernatural, en la cual interpretó el papel de Ruby.
En 2009, apareció como Patricia 'Trish' Wellington en la miniserie de CBS Harper's Island. Fue también en este año que Cassidy firmó para interpretar uno de los papeles protagonistas en la serie dramática Melrose Place, remake de la serie de 1990 con el mismo nombre. Interpretó a Ella Simms, una publicista que trabaja en la compañía de Amanda Woodward. Los medios de comunicación ha elaborado similitudes del personaje de Cassidy con el personaje de Heather Locklear, Amanda. Su papel como Ella Sims ha provocado comentarios positivos de Los Angeles Times: "Cassidy ya está siendo señalada como una delicia de la serie para ver" y ha sido citada como "lo mejor del reinicio de Melrose" por la revista New York. Sin embargo, la serie acabó siendo cancelada tras emitir una única temporada de dieciocho capítulos.
También en 2009 apareció en el videoclip de Jesse McCartney, "She´s No You".
Cassidy también se unió al elenco del remake de la película de terror A Nightmare on Elm Street. En la que interpretó a Kris Fowles, amiga de la protagonista, Nancy Holbrook (Rooney Mara) y víctima de Freddy Krueger. La filmación comenzó en Chicago y fue estrenada el 30 de abril de 2010. Cassidy Papel por el cual estuvo nominada para los Teen Choice Awards en la categoría "Actriz de Terror/Thriller" por su papel pero perdió contra Megan Fox.
En junio de 2010 consiguió un papel recurrente como la principal antagonista Juliet Sharp en la temporada cuatro de Gossip Girl. Su personaje era el de una estudiante en Columbia que mostraba interés por Nate Archibald (Chace Crawford). Su primera aparición fue en el estreno de la cuarta temporada y su estancia en la serie se prolongó hasta un total de once episodios. Tras abandonar la serie en la cuarta temporada hizo un cameo en el final de la serie al revelarse la identidad de la enigmática Gossip Girl.
En 2011 protagonizó junto a Selena Gomez y Leighton Meester la comedia romántica Monte Carlo que fue filmada en Mónaco, Budapest, y París.
En 2012 volvió a optar por proyectos televisivos, como una aparición en un capítulo de New Girl así como la filmación de la nueva serie de The CW Arrow, serie que se basa en las aventuras del personaje de cómic Flecha Verde, interpretando a Laurel Lance/Black Canary. La serie supuso un rotundo éxito el día de su estreno y ha conseguido mantenerse estable con una audiencia de casi cuatro millones de espectadores, siendo esta la serie más exitosa que ha protagonizado la actriz. Cassidy retomó su papel en el episodio Who is Harrison Wells? de la primera temporada de The Flash y en el episodio Pilot, Part 1 de Legends of Tomorrow. En 2016 deja la serie tras cuatro temporadas luego de la muerte de su personaje en el episodio Eleven-Fifty-Nine. A pesar de la muerte de Black Canary, Cassidy regresó al Arrowverso en el episodio Invincible de la segunda temporada de The Flash, esta vez interpretando al doble de Tierra-2 de Black Canary, Black Siren. El 23 de julio de 2016, en la Convención Internacional de Cómics de San Diego, fue anunciado el regreso de Cassidy a todos los shows del Arrowverso, apareciendo como Laurel Lance/Black Siren en la quinta temporada de Arrow, como Laurel Lance en el episodio Aruba de la segunda temporada de Legends of Tomorrow y también prestó su voz para interpretar a Black Canary en la serie animada Vixen. En marzo de 2017 se confirmó su regreso como personaje principal en la sexta temporada de Arrow, pero interpretando a Black Siren. En 2018 interpretó una tercera versión de Laurel Lance, llamada Siren-X en el episodio Fury Rogue de la cuarta temporada de The Flash. Cassidy dirigió el tercer episodio de la octava temporada de Arrow, titulado "Leap of Faith".
En septiembre de 2019 The Hollywood Reporter reportó que The CW estaría desarrollando una serie spin-off de Arrow, protagonizada por Cassidy, Katherine McNamara y Juliana Harkavy. La serie recibiría el nombre de "Green Arrow & the Canaries". En 2021, The CW anunció que la serie no se llevaría a cabo.

## Vida personal

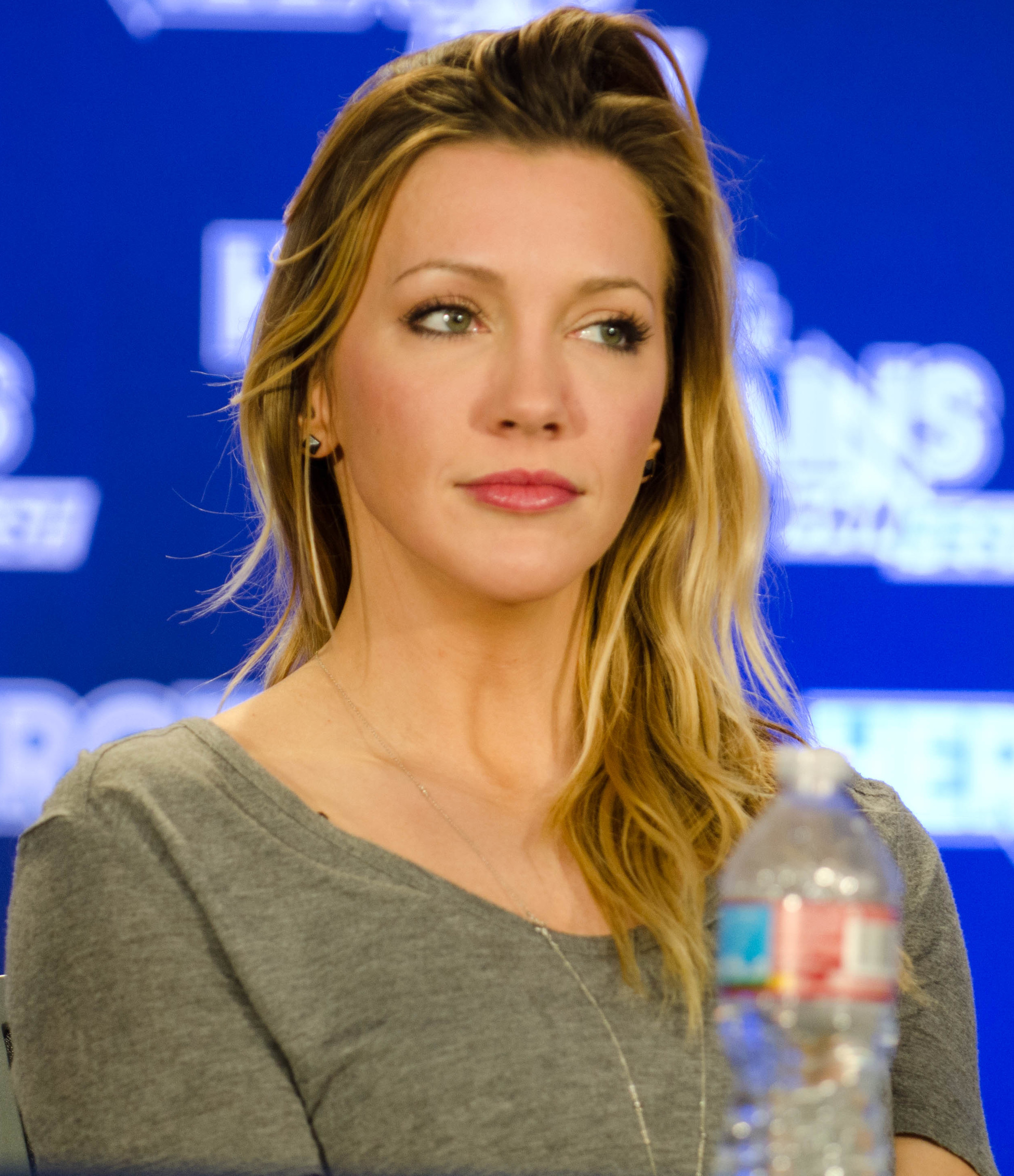
Katie Cassidy

Es portavoz de la caridad H.E.L.P Malawi.
Cassidy anteriormente había mantenido una relación sentimental con el cantante Jesse McCartney. Mantuvo una relación con el jugador de Los Angeles Kings Jarret Stoll, que fue confirmada en enero de 2010. En 2016 comenzó a salir con Matthew Rodgers, con quien se comprometió el 5 de junio de 2017. Cassidy y Rodgers se casaron el 8 de diciembre de 2018. El 8 de enero de 2020 Cassidy solicitó el divorcio en Los Ángeles.

## Filmografía

### Películas
| Año  | Título                    | Papel                 | Notas           |
| ---- | ------------------------- | --------------------- | --------------- |
| 2006 | When a Stranger Calls     | Tiffany Madison       | Secundario      |
| 2006 | The Lost                  | Dee Dee               | Secundario      |
| 2006 | Click                     | Samantha Newman       | Secundario      |
| 2006 | Black Christmas           | Kelli Presley         | Protagonista    |
| 2007 | Spin                      | Apple                 | Protagonista    |
| 2007 | Live!                     | Jewel                 | Secundario      |
| 2007 | Walk the talk             | Jessie                | Secundario      |
| 2008 | Taken                     | Amanda                | Secundario      |
| 2010 | A Nightmare on Elm Street | Kris Fowles           | Protagonista    |
| 2010 | Fencewalker               | Karen                 | Protagonista    |
| 2011 | Monte Carlo               | Emma Danielle Perkins | Protagonista    |
| 2011 | Georgetown                | Nikki Belmington      | Protagonista    |
| 2013 | Kill For Me               | Amanda                | Protagonista    |
| 2014 | The Scribbler             | Suki                  | Protagonista    |
| 2015 | Superhero Fight Club      | Black Canary          | Corto           |
| 2016 | The Wolves at the Door    | Sharon                | Protagonista    |
| 2017 | Grace                     | Dawn Walsh            | Protagonista    |
| 2017 | Vixen: The Movie          | Black Canary          | Voz             |
| 2018 | Cover Versions            | Jackie                | Protagonista    |
| 2021 | I Love Us                 | Laura Fenton          | Protagonista    |
| 2022 | Agent Game                | Miller                | Protagonista    |
| 2023 | A Royal Christmas Crush   | Ava Jensen            | Protagonista    |
| TBA  | Bunker                    | Petra                 | Post-producción |

### Series de televisión
| Año       | Título                   | Papel                                     | Notas                                                                                         |
| --------- | ------------------------ | ----------------------------------------- | --------------------------------------------------------------------------------------------- |
| 2003      | The Division             | Joven DC                                  | 1 episodio                                                                                    |
| 2005      | Listen Up!               | Rebecca                                   | 1 episodio                                                                                    |
| 2005      | 7th Heaven               | Zoe                                       | 4 episodios                                                                                   |
| 2005      | Sex, Love & Secrets      | Gabrielle                                 | 1 episodio                                                                                    |
| 2007–2008 | Supernatural             | Ruby                                      | recurrente 6 episodios, serie de TV The CW                                                    |
| 2009      | Harper's Island          | Trish Wellington                          | 13 episodios                                                                                  |
| 2009–2010 | Melrose Place            | Ella Simms                                | 18 episodios                                                                                  |
| 2010–2012 | Gossip Girl              | Juliet Sharp                              | 12 episodios                                                                                  |
| 2011      | New Girl                 | Brooke                                    | 1 episodio                                                                                    |
| 2012–2020 | Arrow                    | Laurel Lance / Black Canary / Black Siren | Protagonista (Temporada 1-4, 6-8; 122 episodios) Invitada Especial (Temporada 5; 6 episodios) |
| 2015–2018 | The Flash                | Laurel Lance / Black Canary / Black Siren | 3 episodios                                                                                   |
| 2016–2017 | DC's Legends of Tomorrow | Laurel Lance / Black Canary               | 2 episodios                                                                                   |
| 2016      | Vixen                    | Laurel Lance / Black Canary               | Voz, 3 episodios                                                                              |

## Nota
1. ↑  Cassidy también interpretó a Siren-X, la versión de Tierra-X de Black Canary y Black Siren en el episodio "Fury Rogue" de la cuarta temporada de The Flash.